# LGSF Kaunas

El Lietuvos Gimnastikos ir Sporto Federacija Kaunas (en español: Federación Lituana de Gimnasia y Deportes de Kaunas), conocido simplemente como LGSF Kaunas, fue un equipo de fútbol de Lituania que jugó en la A Lyga, la primera división de fútbol en el país.

## Historia
Fue fundado el 17 de mayo de 1922 en la ciudad de Kaunas por los profesores de educación física Karolis Dineika y Juosas Eratas basados en la ideología demócrata cristiana como un club multideportivo que contaba con más de 80 secciones deportivas, aunque su departamento de fútbol fue creado hasta 1927 porque Dineika no era partidario de ese deporte.
En 1928 logró el ascenso a la A Lyga y visitó países como Estonia, Polonia, Países Bajos y Letonia, en donde disputó partidos internacionales. Logró ganar su primer y único título de liga en la temporada de 1938/39 pero el club fue disuelto en el año 1944, justo un año antes de la ocupación soviética de Lituania.

## Palmarés
- Lithuanian Championship (1): 1938-39

## Partidos internacionales
| Club                | Resultado | Sede     | Fecha |
| ------------------- | --------- | -------- | ----- |
| SK Ceske Budejovice | 2:3       | Lituania | 1935  |
| Puhkekodu Tallinn   | 0:5       | Tallin   | 1935  |
| JS Estonia Tallinn  | 2:3       | Tallin   | 1935  |
| Polonia Warszawa    | 2:2       | Polonia  | 1939  |
| Brest-Litovsk       | 7:1       | Polonia  | 1939  |
| Gardin              | 2:4       | Polonia  | 1939  |
| Bialystok           | 5:0       | Polonia  | 1939  |
| Smigly Wilno        | 5:2 y 5:2 | Polonia  | 1939  |